# Tesjub
Tesjub, Teispas of Teisheba (Engels: Teshub) was de stormgod in de Hettitische en Armeense mythologie en werd rond 1000 v.Chr. gezien als de god die aan het hoofd van hun godenwereld stond.
De Hettitische naam (Tarhunna of Tarhunta?) van deze god is niet bekend omdat de waarde van de glief waarmee de naam geschreven wordt niet bekend is. De Hurri noemen hem Tesjub en de Hatti Taru, de Luwiërs Tarhun(t).
Hij is Koning van de Hemel, Koning van Kummiya en Heer van het land van de Hatti. Hij is hoofd van de goden en de stier is zijn symbool. Hij is god van de oorlog en de overwinning over vreemdelingen. Hij heeft een zoon Telepinus en een dochter Inaras. Zijn vrouw is Hebat of (als Taru) ook wel Wurusemu die later met haar vereenzelvigd werd. Hun zoon is Sharruma. 

## De geboorte
Zijn geboorte - als het zo genoemd kan worden - is een merkwaardig verhaal. De hemelgod Anus had de god Kumarbis als bekerdrager, maar na negen jaar kwam deze tegen hem in opstand. Hij achtervolgde Anus die als vogel trachtte te vluchten, beet zijn phallus af en slikte deze in. Het zaad van Anus kwam daardoor in hem tot ontwikkeling en zo ontstonden Tesjub, Tasmisus en Aranzahus (de Tigris). Kumarbis slaagde erin Tasmisus en Aranzahus uit te spuwen op de berg Kanzuras. De stormgod echter werd door Anus op de hoogte gebracht van de mogelijke uitgangen uit het lichaam van Kumarbis en probeerde door diens 'tarnassas' naar buiten te gaan. Dit veroorzaakte Kumarbis grote pijn en hij riep de hulp in van Ayas (Ea). Deze gaf hem zijn zoon om te verzwelgen en zo werd de 'tarnassas' geblokkeerd. De stormgod verliet daarom via de 'goede plek' het lichaam en spande daarna samen met Anus en diens andere nakomelingen om Kumarbis te verslaan. Zo nam hij de rol van hoofd van de goden van hem over.

## Monsters en draken
In een aantal mythen bestrijdt de stormgod een aantal monsters. De zonnegod waarschuwt hem dat er een reus verschenen is, Ullikummis genaamd die de zoon van Kumarbis is. Samen met Tasmisus wordt Tesjub door zijn zuster Isjtar naar de berg Hazzi geleid. Wanneer hij de reus ziet schrikt hij, maar wordt daarvoor door Isjtar bespot. Hij laat daarom Tasmisus zijn stieren en zijn strijdwagen gereedmaken, maar de strijd eindigt onbeslist. Tasmisus wordt er daarom op uit gestuurd om de hulp van Ea in te roepen. Deze hakt de reus  de voeten af en moedigt de stormgod en Tasmisus aan om de reus te verslaan.

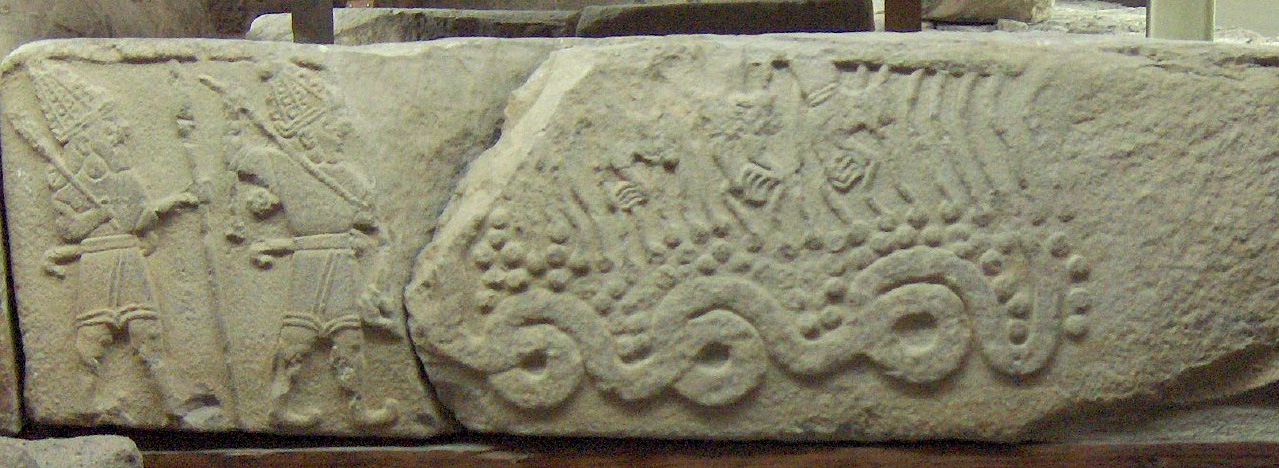
De hemelgod doodt de draak Illuyankas. Achter hem staat zijn zoon Sharruma. Museum der Anatolische Beschavingen, Ankara, Turkije

Ook de strijd met de draak Illuyankas in Kiskilussa is onderwerp van een aantal mythen en ook deze strijd loopt in eerste instantie niet goed af. Illuyankas neemt hem in een versie de ogen en het hart af en de stormgod trouwt met een sterfelijke vrouw. Hun zoon wordt uitgehuwelijkt aan de dochter van Illuyankas. De stormgod weet via zijn zoon zijn ogen en hart weer terug te krijgen en valt opnieuw de draak aan. Zijn zoon kiest echter de zijde van Illuyankas en daarom doodt de stormgod zowel de draak als zijn zoon.

## Tempel
Bij Aleppo in Syrië is door Duitse archeologen uit deze tijd een tempel van Tesjub gevonden van 29 bij 18 meter. De vondst leverde een aantal goed bewaard gebleven reliëfs op met onder andere twee worstelende leeuwen.